# Mike Elizondo
Mike Elizondo es un productor hip hop, especialmente conocido por sus colaboraciones con los raperos Dr. Dre y Eminem. Elizondo es coautor de varias canciones de Eminem, entre ellas "The Real Slim Shady", produjo parte del álbum Encore con Dre y coprodujo la canción de 50 Cent "In Da Club" junto a Dre también. Aparte del hip hop, ha trabajado con las cantantes Fiona Apple, Nelly Furtado y Pink. Escribe canciones y toca la batería, la guitarra y el piano, y es parte del la banda de rock Strip Search.
Mike Elizondo contribuyó en el álbum The Massacre de 50 Cent y ha trabajado con el también productor Scott Storch en varios proyectos de Dr. Dre.
Produjo el disco Nightmare de Avenged Sevenfold el cual es destacado ya que las baterías las grabó Mike Portnoy tras la muerte de Jimmy “The Rev” Sullivan durante la etapa de preproducción. Su último trabajo fue del álbum What We Saw from the Cheap Seats de la cantante Regina Spektor, que suele mezclar el Pop, Folk y Música Clásica, que con esta producción, llegó al número 3 en la tabla de Billboard.
En 2013 produjo el disco Hail To The King de Avenged Sevenfold. 
Sumado a un equipo de productores y artistas contribuyó al álbum Blurryface de la banda estadounidense Twenty One Pilots, Blurry face es uno de los álbumes que catapultó a la fama al dúo proveniente de Ohio.
- Datos: Q972438